# نوريكو ماتسودا
نوريكو ماتسودا (باليابانية: 松枝賀子) مواليد 18 ديسمبر 1971 في اليابان، هي ملحنة ألعاب فيديو يابانية بدأ مسيرتها الفنية عام 1995. معروفة بعملها على سلسلة «فرونت ميشين» وفاينل فانتازي X-2، من أعمالها أيضا كرونو تريغر. انضمت إلى شركة سكوير (سكوير إنكس حاليا) في سنة 1994.

## روابط خارجية
- نوريكو ماتسودا على موقع IMDb (الإنجليزية)
- نوريكو ماتسودا على موقع ميوزك برينز (الإنجليزية)
- نوريكو ماتسودا على موقع ديسكوغز (الإنجليزية)